# Seznam osebnosti iz Občine Ravne na Koroškem
Seznam osebnosti iz Občine Ravne na Koroškem vsebuje osebnosti, ki so se tu rodile, delovale ali umrle.
Občina Ravne na Koroškem ima 15 naselij: Brdinje, Dobja vas, Dobrije, Koroški Selovec, Kotlje, Navrški Vrh, Podgora, Podkraj, Preški Vrh, Ravne na Koroškem, Sele, Stražišče, Strojna,  Šance, Tolsti Vrh, Uršlja Gora, Zelen Breg

## Humanistika
- Andreja Čibron Kodrin, sociologinja, novinarka, urednica, lektorica (1961, Slovenj Gradec –)
- Josip Košuta, kulturni delavec, režiser, scenarist, družbenopolitični delavec, filozof, profesor, sociolog (1946, Črna na Koroškem –)
- Franc Kotnik, etnolog, slavist (1882, Dobrije – 1955, Celje)
- Janko Kotnik, jezikoslovec, prevajalec, romanist, slavist (1885, Dobrije – 1975, Ljubljana)
- Avgust Kuhar, urednik, elektrotehnik, novinar, železar (1906, Kotlje – 1964, Topolšica)
- Tina Lengar Verovnik, slavistka (1974, Slovenj Gradec –)
- Marijan Linasi, muzejski svetnik, doktor zgodovinskih znanosti, kustos (1958, Slovenj Gradec –)
- Jože Mlinarič, klasični filolog, zgodovinar, arhivar, prevajalec (1935, Maribor – 2021, Maribor)
- Janez Mrdavšič, slavist, profesor, kulturni organizator, kulturnoprosvetni delavec, direktor, knjižničar, urednik (1928, Črna na Koroškem – 2004, Slovenj Gradec)
- Karla Oder, etnologinja, zgodovinarka, muzealka (1960, Slovenj Gradec –)
- Miroslav Osojnik, muzealec, kulturni delavec, domoznanski pisec, lokalni zgodovinar, urednik (1949, Brdinje –)
- Barbara Simoniti, pesnica, slavistka, anglistka, doktorica znanosti (1963, Slovenj Gradec –)
- Mira Strmčnik Gulič, arheologinja (1964, Legen –)
- Marija Suhodolčan Dolenc, knjižničarka, bibliografinja (1929, Prevalje – 2005, Slovenj Gradec)
- Štefan Vevar, strokovni prevajalec, teatrolog, anglist, germanist (1953, Slovenj Gradec –)
- Ervin Wlodyga, raziskovalec, zbiratelj, lokalni zgodovinar, knjigovodski strokovnjak, kulturni delavec (1914, Ravne na Koroškem – 2004, Prevalje)

## Šolstvo
- Bojan Borstner, filozof, univerzitetni profesor, pedagog (1954, Slovenj Gradec —)
- Stojan Brezočnik, likovni pedagog, likovni ustvarjalec (1954, Slovenj Gradec –)
- Danica Čerče, anglistka, italijanistka, visokošolska učiteljica, literarna zgodovinarka, prevajalka
- Maks Dolinšek, učitelj, fotograf, kulturni delavec, športni delavec (1910, Ravne na Koroškem — 1987 Ravne na Koroškem)
- Ivan Ferk, prosvetni delavec, učitelj, ravnatelj šole (1903, Pameče – 1981, Maribor)
- Leopoldina Ferk, učiteljica, gledališka delavka, kulturnoprosvetna delavka (1906, Lipnica – 1987, Maribor)
- Janko Gačnik, nadučitelj, učitelj, kulturnoprosvetni delavec (1895, Graz – 1967, Maribor)
- Anton Golčer, biolog, kulturnoprosvetni delavec, profesor, ravnatelj šole (1931, Malahorna –)
- Dragica Haramija, literarna zgodovinarka, profesorica slovenskega jezika in književnosti, publicistka (1966, Slovenj Gradec –)
- Peter Hergold, akademski slikar, profesor likovne umetnosti (1966, Slovenj Gradec –)
- Ignac Kamenik, slovenist, bibliotekar, dramaturg, pedagog, pisatelj (1926, Solčava – 2002, Maribor)
- Mihael Kodrin, biolog, profesor (1924, Podsreda – 2020, Slovenj Gradec)
- Alojz Krivograd, zgodovinar, muzealec, profesor (1934, Belšak – 2007, Ravne na Koroškem)
- Benjamin Kumprej, akademski slikar, profesor likovne umetnosti (1952, Leše – 2018, Slovenj Gradec)
- Ožbe Lodrant, 	knjižničar, kulturnoprosvetni delavec, šolski nadzornik, učitelj (1899, Mežica – 1982, Prevalje)
- Stanislav Lodrant, profesor, kemik, glasbenik, planinec, ilustrator (1927, Prevalje –)
- Matjaž Neudauer, učitelj, bibliotekar (1956, Ptuj –)
- Nina Petek, univerzitetna predavateljica, filozofinja, slovenistka, raziskovalka kulturne dediščine, direktorica (1986, Slovenj Gradec –)
- Darinko Plevnik, likovni pedagog, scenograf, slikar (1931, Vrbno – 1987, Ravne na Koroškem)
- Mojca Potočnik, novinarka, kulturna delavka, profesorica slovenskega jezika in književnosti, slavistka (1948, Stražišče – 1997, Sele)
- Silva Sešelj, profesorica slovenskega jezika in zgodovine umetnosti, kulturno-prosvetna delavka, slavistka (1946, Kotlje  – 2015, Prevalje)
- Tone Sušnik, profesor slovenskega jezika in književnosti, knjižničar, slavist, urednik, literarni zgodovinar (1932, Prevalje – 2010, Slovenj Gradec)
- Janez Šibila, akademski slikar, likovni pedagog (1919, Nova vas pri Markovcih – 2017, Zgornje Poljčane)
- Marija Irma Vačun Kolar, profesorica slovenskega jezika in književnosti, publicistka, slavistka, univerzitetna profesorica, urednica (1941, Lom –)
- Rudi Verovnik, doktor znanosti, univerzitetni profesor, biolog, izredni profesor (1970, Maribor –)
- Zinka Zorko, dialektologinja, profesorica, znanstvenica, akademikinja (1936, Spodnja Kapla – 2019, Selnica ob Dravi)

## Kultura in umetnost

### Glasbena umetnost
- Anton Apohal, glasbenik, kantavtor (1958, Slovenj Gradec – 2002, Slovenj Gradec)
- Stanko Arnold, akademski glasbenik (1949, Ravne na Koroškem —)
- Jožko Herman, dirigent, glasbenik, knjižničar (1903, Ljubljana – 1986, Ravne na Koroškem)
- Tilen Hudrap, glasbenik (1988, Slovenj Gradec —)
- Tone Ivartnik, zborovodja, glasbenik, profesor glasbe (1935, Velenje – 2012, Prevalje)
- Milan Kamnik, 	kantavtor, glasbenik (1957, Slovenj Gradec –)
- Alojz Kostwein, glasbenik, kapelnik (1878 – 1945)
- Jernej Krof, ljudski pesnik (1909, Lokovica – 1993, Ravne na Koroškem)
- Marko Letonja, akademski glasbenik, dirigent (1961, Maribor –)
- Adi Smolar, pevec, pesnik, mladinski pisatelj, skladatelj, scenarist (1959, Slovenj Gradec –)

### Književna umetnost
- Cvetka Bevc, pisateljica, pesnica, glasbenica (1960, Slovenj Gradec —)
- Marjan Kolar, novinar, pisatelj, publicist, urednik (1933, Slovenj Gradec – 2017, Kotlje)
- Lovro Kuhar, pisatelj, politični preganjanec, politik (1893, Kotlje – 1950, Maribor)
- Marijan Mauko, pesnik, literarni urednik, ljubiteljski zgodovinar, rudar (1935, Zagreb – 2013, Mežica)
- Janko Messner, zamejski pisatelj, dramatik, esejist, prevajalec, pesnik, publicist (1921, Dob pri Pliberku – 2011, Celovec)
- Vinko Ošlak , filozof, predavatelj, esejist, knjižni urednik, kulturni organizator, lektor, pisatelj, prevajalec (1947, Klagenfurt –)
- Blaž Prapótnik, pesnik, publicist, urednik, grafični oblikovalec, kulturni delavec (1966, Slovenj Gradec –)
- Primož Suhodolčan, mladinski pisatelj, podjetnik (1959, Črna na Koroškem –)
- Jakob Špricar, dramatik, publicist, raziskovalec ljudskega izročila, uradnik (1884, Skočidol – 1970, Ljubljana)
- Eleonore Thun-Hohenstein, pisateljica, novinarka (1924, Ravne na Koroškem – 2013, Pliberk)
- Klavdija Zbičajnik Plevnik, pesnica, pisateljica, upravna uradnica (1972, Slovenj Gradec –)

### Likovna umetnost
- Borut Bončina, arhitekt, oblikovalec, urbanist (1961, Slovenj Gradec –)
- Franc Boštjan, arhitekt, slikar (1930, Prevalje – 1999, Ravne na Koroškem)
- Janko Dolenc, slikar, kipar, kulturni delavec (1921, Mozirje — 1999, Slovenj Gradec)
- Andrej Grošelj, akademski kipar, profesor likovne umetnosti (1947, Leše – 2011, Dobja vas)
- Ciril Horjak, ilustrator, stripar, likovni pedagog (1975, Slovenj Gradec –)
- Tomo Jeseničnik, fotograf, publicist (1964, Črna na Koroškem –)
- Alojz Krivograd ml., fotograf, fotoreporter (1964, Slovenj Gradec – 1992, Foča)
- Gregor Lipovnik, rezbar, ljudski podobar (1899, Tolsti vrh – 1969, Tolsti vrh)
- Štefan Marflak, akademski slikar, kostumograf, pedagog, pesnik, scenograf (1952, Črna na Koroškem –)
- Lajči Pandur, slikar (1913, Lendava – 1973, Maribor)
- Karel Pečko, akademski slikar, likovni pedagog, kulturni organizator, umetnik, galerist (1920, Vuhred – 2016, Slovenj Gradec)
- Tjaša Rener, akademska slikarka, ilustratorka (1986, Slovenj Gradec –)
- Anton Repnik, ljubiteljski slikar, ilustrator (1935, Sv. Vid – 2020, Slovenj Gradec)
- Slavko Tihec, kipar (1928, Maribor – 1993, Ljubljana)
- Jože Tisnikar, slikar, umetnik (1928, Mislinja – 1998, Mislinja)

### Ostalo
- Rudolf Čretnik , filmski ustvarjalec (1924, Dramlje – 2005, Prevalje)
- Matevž Gerdonis, tiskar (~1445, Slovenj Gradec – po 1847)
- Franc Gornik, ljubiteljski zgodovinar, kulturni delavec (1924, Mežica – 2011, Ravne na Koroškem)
- Hedvika Jamšek, folklornica, ljubiteljska igralka, ljubiteljska kulturnica (1906, Ravne na Koroškem – 2006, Ravne na Koroškem)

## Gospodarstvo in kmetijstvo
- Friedrich Bruno Andrieu, železar, podjetnik, tovarnar (1812, Trst – 1884, Gradec)
- Ivan Dretnik, kmet, kmetijski pisec, poslanec (1921,  Šance, Tolsti Vrh – 1998, Slovenj Gradec)
- Ivan Kuhar, kulturni delavec, kmet, aktivist NOB (1904, Kotlje – 1944, Preški Vrh)
- Franjo Mahorčič, kemik, metalurg (1911, Sežana – 1975, Ravne na Koroškem)
- Adolf Marischler, železar, metalurg, direktor
- Simon Polley, tovarnar, veleposestnik (1780, Podgora – 1837,  –)
- Thurn, grof, veleposestnik
- Anton Tschebull, montanist (1839, Ravne na Koroškem – 1903, Celovec)
- Maksimilijan Večko, metalurg, kulturni organizator, planinec, železar, inovator, župan (1945, Ravne na Koroškem –)

## Politika, uprava, pravo in vojska
- Franc Fale, pravnik, kulturni delavec, družbenopolitični delavec (1921, Pusto Polje – 2009, Ravne na Koroškem)
- Matija Gačnik, vojaški častnik, plemič, turistični delavec (1580, – 1647, Podgora)
- Anton Hribernik, gostilničar, posestnik (1910, Dobja vas – 1979, Prevalje)
- Luka Juh, borec za svobodo, revolucionar (1889, Leše – 1974, Slovenj Gradec)
- Mirko Lampe, Maistrov borec, partizan, strojnik, kemik, podjetnik (1898, Črni Vrh nad Idrijo – 1995, Idrija)
- Maximilian Macher, vojak (1882, Ravne na Koroškem – 1930)
- Franjo Malgaj, borec za severno mejo, vojak, vojaški častnik (1894, Šentjur pri Celju – 1919,  Šance, Tolsti Vrh)
- Albin Poznik, častni občan, dramatik, pravnik (1845, Škocjan pri Dobrli vasi – 1915, Novo mesto)
- Tomaž Rožen, ekonomist, doktor znanosti, župan (1972, Slovenj Gradec –)

## Znanost in zdravstvo
- Božena Čretnik, zdravnica splošne medicine, pediatrinja, družbeni aktivist (1932, Slovenj Gradec – 2000, Prevalje)
- Boštjan Erat, zdravnik (1891, Ukve – 1956, Ravne na Koroškem)
- Patrik Kolar, kemik, raziskovalec, znanstvenik (1967, Slovenj Gradec –)
- Sonja Pečjak, psihologinja, znanstvenica (1960, Novo Mesto –)
- Vinko Skitek, kustos, arhivist, raziskovalec (1983, Slovenj Gradec –)
- Maks Tušak, psiholog (1947, Ravne na Koroškem – 2008)
- Franc Verovnik, kardiolog, primarij, urednik, publicist, zbiratelj (1947, Lovrenc na Pohorju –)

## Religija
- Andrej Čebul, jožefinec, katoliški duhovnik (1758, Ravne na Koroškem — 1839, Vitanje)
- Jaroslav Kotnik, katoliški duhovnik, župnik (1914, Trst – 2007, Slovenj Gradec)
- Alojzij Kuhar, ekonomist, izseljeniški duhovnik, pravnik, zgodovinar (1895, Kotlje – 1958, New York)
- Ivan Serajnik,duhovnik, kulturni delavec, župnik (1877, Schlatten – 1954, Kotlje)
- Terezija Večko, biblicistka, publicistka, teologinja, univerzitetna predavateljica, uršulinka (1947, Preški Vrh –)
- Ludvik Viternik, katoliški duhovnik, župnik, skladatelj, cerkveni glasbenik (1888, Stražišče – 1973, Ravne na Koroškem)

## Šport
- Dejan Adamovič, športni padalec, športnik (1972, Slovenj Gradec –)
- Damir Dugonjić, plavalec, športnik (1988, Slovenj Gradec –)
- Manca Fajmut, 	športna trenerka, športnica (1990, Slovenj Gradec –)
- Krista Fanedl Dekleva, alpska smučarka, športnica (1941, Maribor –)
- Anita Goltnik Urnaut, psihologinja, športnica, odbojkarica (1964, Slovenj Gradec –)
- Bernardka Jurič, gradbena inženirka, športnica (1973, Ptuj –)
- Gregor Klančnik, gospodarstvenik, športnik, alpinist, športni delavec (1913, Mojstrana – 1995, Ravne na Koroškem)
- Mitja Kunc, alpski smučar, športnik (1971, Slovenj Gradec –)
- Jože Lečnik, športni delavec, odbojkar, sodnik (1947, Ravne na Koroškem – 2010, Ravne na Koroškem)
- Tina Maze, alpska smučarka, športnica (1983, Slovenj Gradec –)
- Tjaša Oder, plavalka, športnica (1994, Slovenj Gradec –)
- Jan Pokeršnik, odbojkar (1989, Ravne na Koroškem –)
- Štefan Robač, smučarski tekač, športnik, strokovnjak za zavarovalništvo (1930, Ebenfeld –)
- Zan Sudar Lovenjak, plezalec (1998, Ravne na Koroškem –)
- Jože Šater, direktor, športni delavec, športni organizator, urednik (1931, Maribor – 2003)
- Tadej Trdina, nogometaš (1988, Slovenj Gradec –)
- Adolf Urnaut, odbojkar, profesor telesne vzgoje, športni trener, športnik (1941, Ravne na Koroškem –)
- Tine Urnaut, odbojkar, športnik (1988, Slovenj Gradec –)
- Gregor Vezonik, plezalec (1995, Ravne na Koroškem –)